# Palazzo Giugni
Il palazzo Giugni Fraschetti o Da Firenzuola si trova in via degli Alfani 48 a Firenze.

## Storia
Nel luogo in cui fu costruito, esisteva anticamente un convento di monache terziarie Camaldolesi, dedicato a Santa Margherita, detto di Santa Margherita delle Romite di Cafaggiolo.

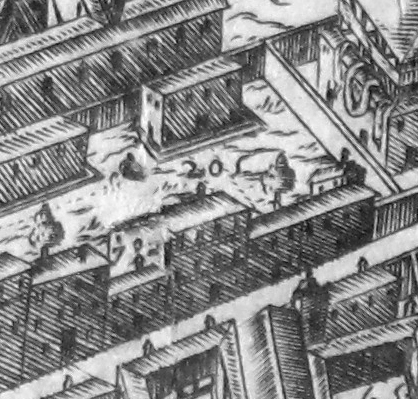
palazzo Giugni nel 1580 circa nella pianta del Buonsignori

Il palazzo attuale fu disegnato e costruito, per conto del ricco banchiere Simone da Firenzuola, da Bartolommeo Ammannati, nell'ambito di un cantiere aperto attorno al 1570 e chiuso nel 1577 circa.
Fu ereditato dai Giugni, marchesi di Camporsevoli, nel 1640. Il senatore Niccolò Giugni, maritato a Cassandra Bandini, ebbe in dono da uno zio di sua moglie, il cardinale Ottavio Bandini, una splendida collezione di statue antiche, che andarono ad abbellire il pregevole cortile dell'Ammannati. Nel 1691, in occasione del matrimonio tra Niccolò Giugni e Luisa Giraldi, la proprietà immobiliare fu ampliata con l'aggiunta di due ali laterali e di una grotta e arricchita, al piano nobile, da una galleria.
La famiglia mantenne la dimora fino al 1830 (legando il proprio nome al palazzo a discapito degli originari fondatori), quando questa passò ai Della Porta: essi, tra il 1869 e il 1871, commissionarono un restauro all'architetto Emilio De Fabris, colui che aveva da poco vinto il concorso per la realizzazione della nuova facciata di Santa Maria del Fiore. Fu in questo periodo che la residenza fu affittata al pittore e scrittore inglese Walter Savage Landor, che qui visse con la famiglia tra il 1828 e il 1839. Pervenne infine ai Fraschetti nel 1800, che lo posseggono tutt'oggi.
Più recentemente, nei primi anni settanta del Novecento, è stato restaurato su progetto dell'architetto Lando Bartoli.
Nel palazzo hanno sede il Circolo Internazionale femminile Lyceum, un'associazione culturale nata nel 1908 che originariamente aveva soci solo donne, ed altri enti.
Il palazzo appare nell'elenco redatto nel 1901 dalla Direzione Generale delle Antichità e Belle Arti, quale edificio monumentale da considerare patrimonio artistico nazionale.

## Descrizione

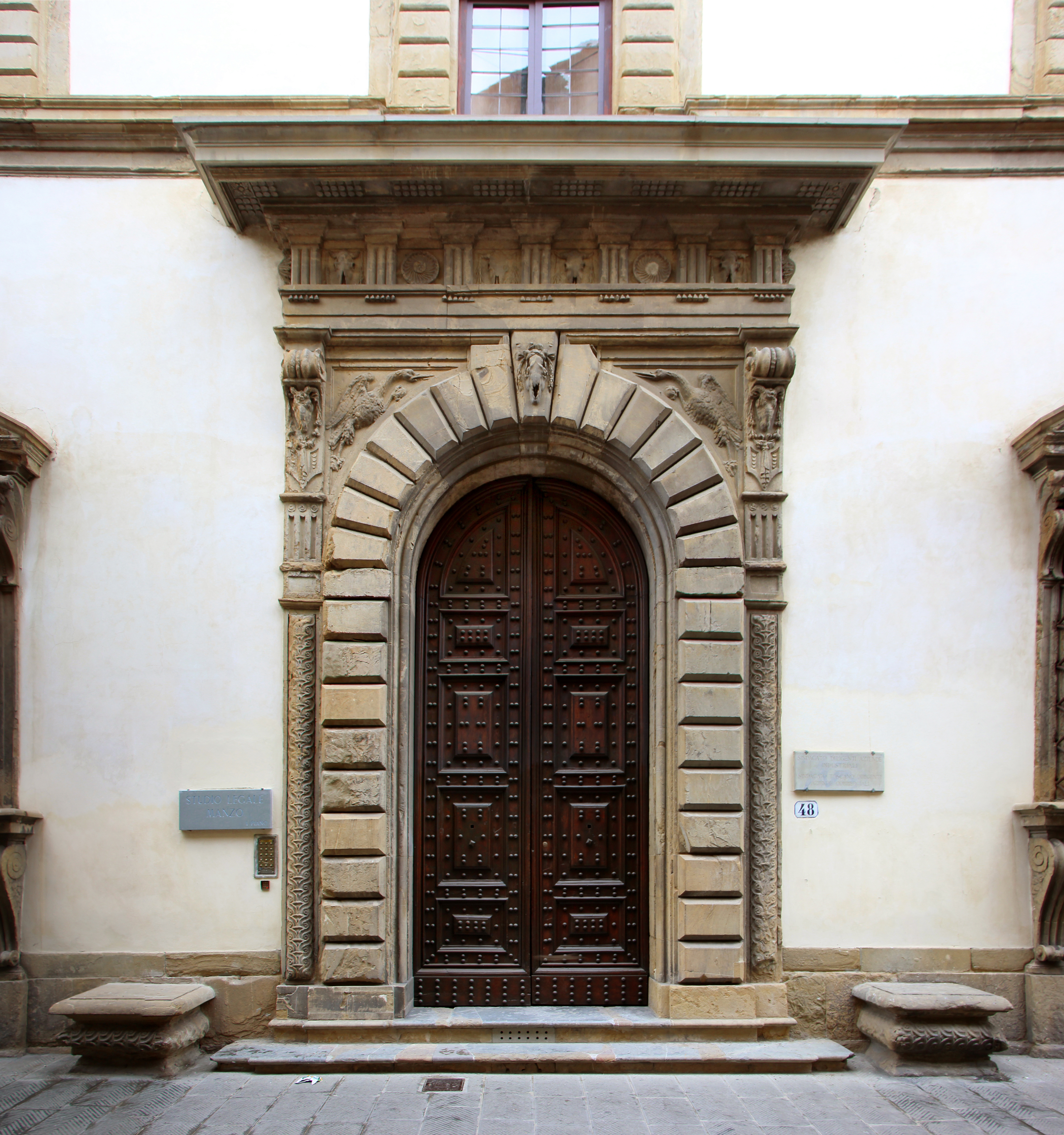
Il portale ammannatesco

Nel suo insieme l'edificio è da considerarsi "il più notevole esempio di architettura civile dell'Ammannati e tipico dell'architettura fiorentina" (Fossi), in altri termini una "fra le sue architetture più belle ed equilibrate nella fusione fra le parti costruttive con quelle ornamentali" (Firenze 1974). Lo stesso Federico Fantozzi così annotava nella sua guida del 1842: "Bella, semplice e regolare ne è la facciata, ma soprattutto è bellissimo il portone dorico che sostiene un elegante terrazzino con ringhiera di bronzo... Anco il cortile è vago, originale, grazioso".
In effetti il portone occupa un posto di assoluto rilievo nell'economia del prospetto, così come in generale il piano terreno rispetto ai piani superiori, presumibilmente enfatizzato in ragione del limitato spazio offerto dalla via, che non consente una visione a distanza della facciata nel suo insieme. Pienamente godibile, invece, è appunto il portale con bugnato e arco a tutto sesto, dove l'elemento della pietra rustica che lo incornicia è chiamato a confrontarsi con una raffinatissima trabeazione dorica (liberamente interpretata e decisamente prossima a quelle impiegate nelle porte aperte sul cortile ammannatesco di palazzo Pitti) sorretta da esili e bizzarre mensole che si risolvono in volute e discendono verso terra. Ai lati sono due brevi sedute da via, con un basamento decorato dallo stesso motivo nastriforme che incornicia la porta. Sempre al piano terreno sono le tipiche finestre inginocchiate a timpano. Il bugnato d'angolo incornicia l'insieme, con le fasce orizzontali dei marcapiano, le due file di cinque finestre a cornice piana ai piani superiori.

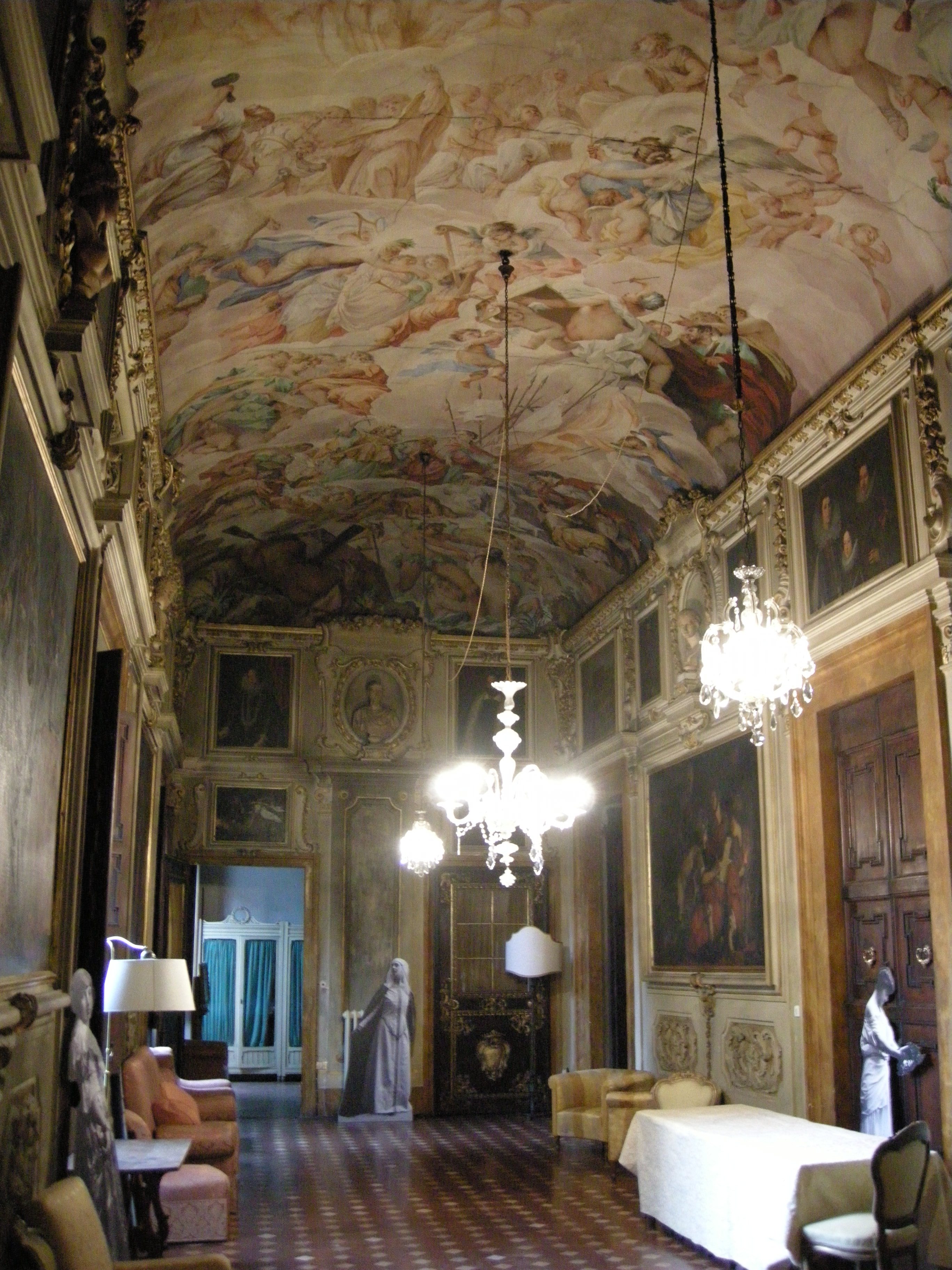
La galleria

Lo stemma della facciata con l'arme dei da Firenzuola (d'oro, alla pantera al naturale, cinta di rosso, tenente con la branca destra una falce d'argento) è una copia eseguita dall'Opificio delle Pietre Dure nel 1950; l'originale, restaurato, si trova sotto il loggiato.
Il palazzo ha un bel cortile, porticato su quattro lati con archi a tutto sesto poggianti su colonne con capitelli dorici; la particolarità degli ambienti interni che riempiono gli angoli del cortile, disegnando un sorta di croce greca, è risolta con pilastri angolari parzialmente incassati nella parete. Al primo piano vi si affacciano le finestre e due loggette prospicienti (sui lati est e ovest) con colonne ioniche; l'insieme è reso più aggraziato dalle lesene in pietra serena che corrono verticalmente fino al secondo piano.
Oltre il cortile è, sul retro, un giardino caratterizzato sul muro di fondo dalla manieristica fontana del Gigante travolto dai massi (o Caduta di Titano), attribuita allo scultore Lorenzo Migliorini, del 1690 circa e sempre legata al cantiere tardo seicentesco.
Il fronte sul retro si apra all'ultimo piano con una loggia, il che conferisce al prospetto un carattere quasi di villa.
All'interno molti ambienti sono decorati da affreschi sei e settecenteschi, tra i quali spicca la galleria al piano nobile. Questa conserva ancora oggi il suo originale allestimento, attribuito per la parte architettonica a Massimiliano Soldani Benzi, con stucchi di Giovanni Martino Portogalli e volta affrescata da Alessandro Gherardini con un complesso tema allegorico che include una esaltazione del mecenatismo mediceo, in ragione della carica di Guardaroba Maggiore del Granduca ricoperta dai marchesi Giugni. Vi sono ancora appesi quadri di vari autori, tra i quali si trovano vedute di Firenze, nature morte e ritratti dei granduchi e delle granduchesse di Toscana.

## Bibliografia

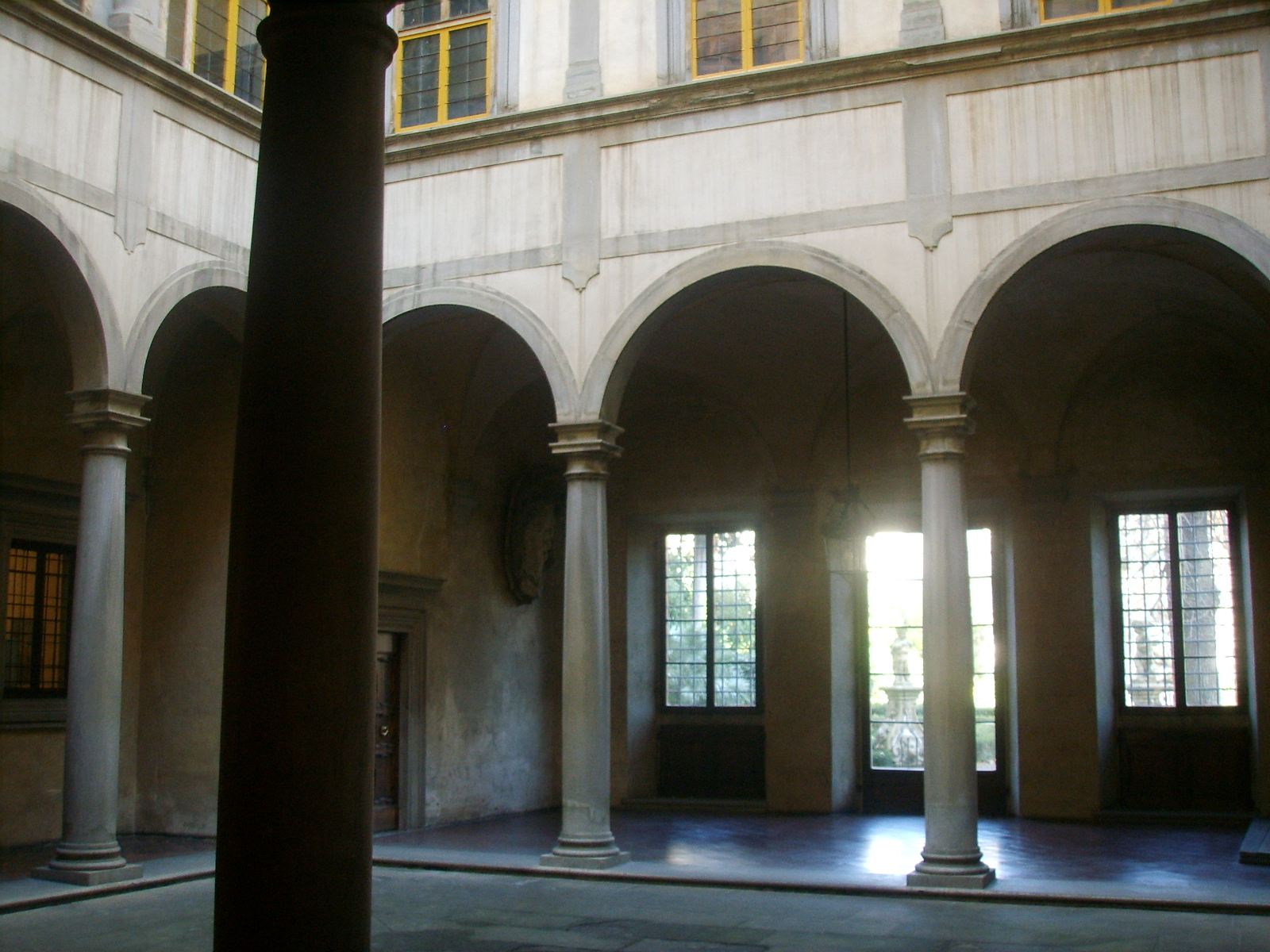
Il cortile

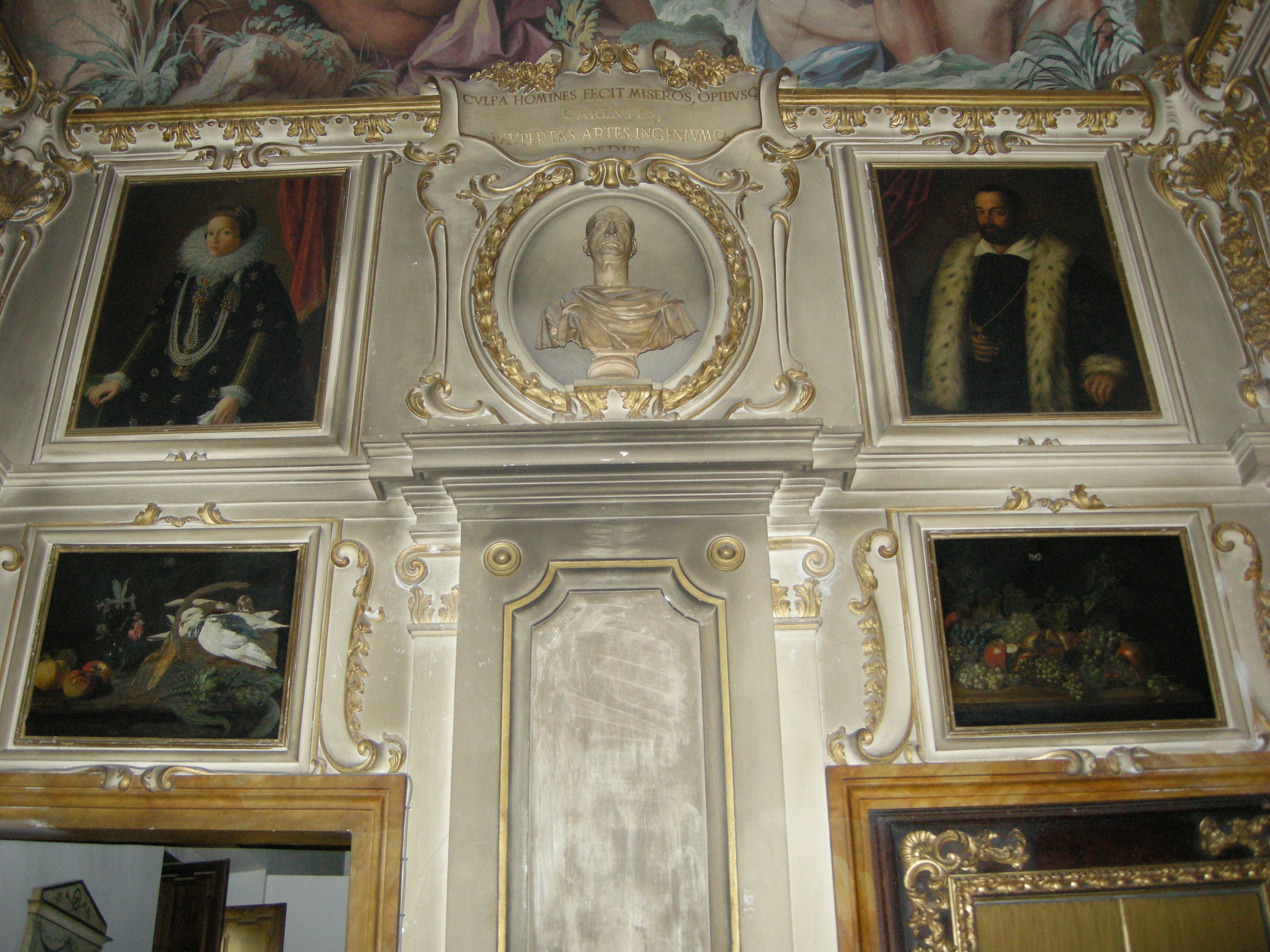
Decorazione della galleria

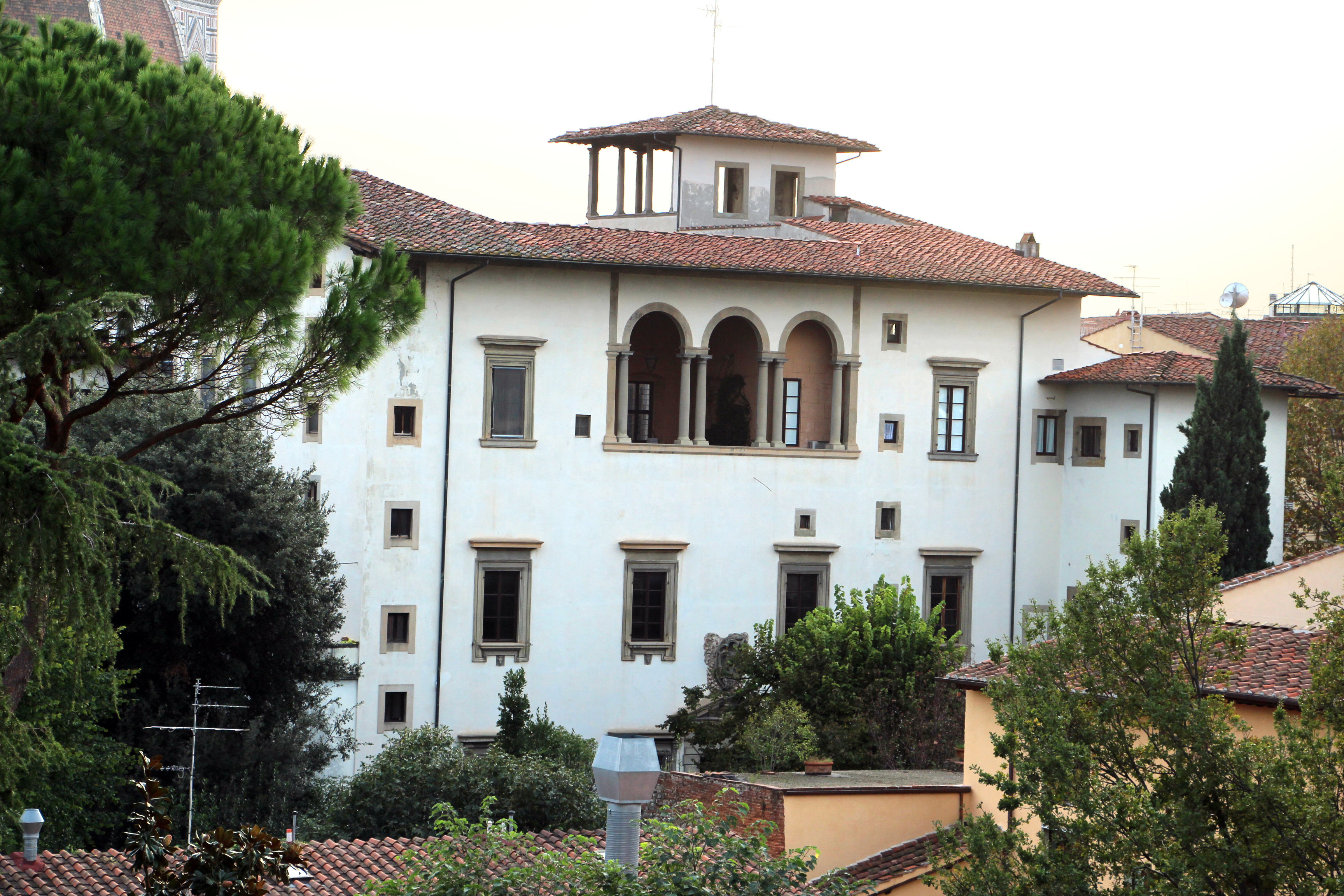
Il retro

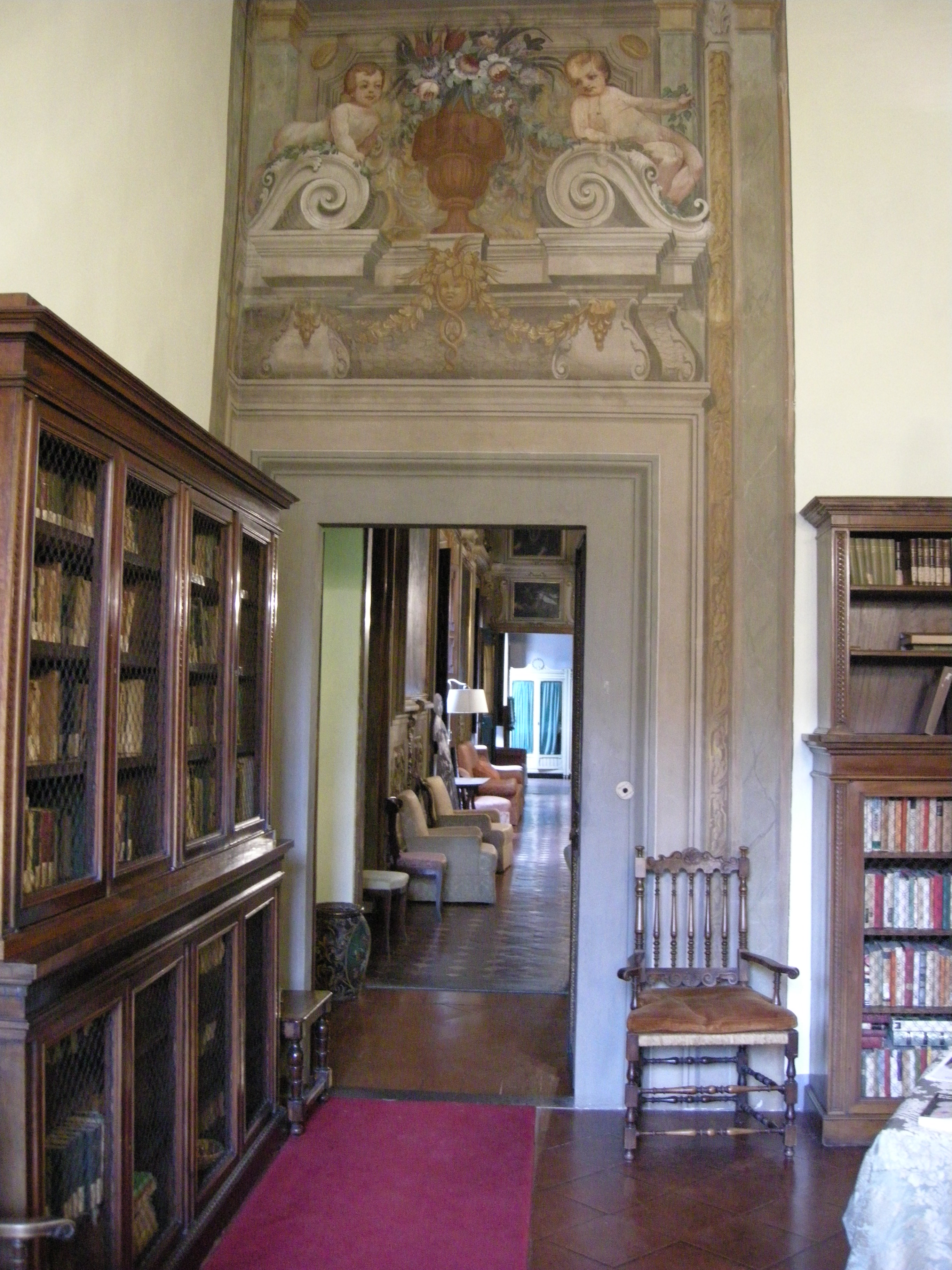
Le sale del Lyceum